# Amphineurus campbelli
Amphineurus (Amphineurus) campbelli là một loài ruồi trong họ Limoniidae. Chúng phân bố ở miền Australasia.